# Col de la Moreno
Le col de la Moreno (La Mort Rainó en occitan) est un col du Massif central à 1 062 m d’altitude, situé entre les communes de Saint-Genès-Champanelle et Nébouzat dans le département du Puy-de-Dôme. Il permet le passage d'un versant à l'autre de la chaîne des Puys, implanté entre les puys de Monchier (1 211 m) au nord et de Laschamps (1 256 m) au sud, dans un secteur très boisé. Une auberge est implantée à son sommet.

## Accès
La route départementale 942 l'emprunte, constituant ainsi son altitude maximale.

## Cyclisme
Le col de la Moreno, en ce qu'il constitue un point de passage stratégique entre l'est et l'ouest de la chaîne des Puys, a été emprunté à plusieurs reprises par le Tour de France depuis 1951. Il fut notamment au programme de la 19e étape du Tour de France 1988 qui s'acheva au sommet du puy de Dôme. Le Danois Johnny Weltz passa en tête le col grimpé depuis Ceyssat avant de remporter l'étape.
| Année | Étape | Catégorie | Départ   | Arrivée                     | Coureur passé en tête au sommet |
| ----- | ----- | --------- | -------- | --------------------------- | ------------------------------- |
| 2025  | 10e   |           | Ennezat  | Le Mont-Dore - Puy de Sancy |                                 |
| 2023  | 10e   | 3e        | Vulcania | Issoire                     | Anthon Charmig (DEN)            |
| 1988  | 19e   | 3e        | Limoges  | Puy de Dôme                 | Johnny Weltz (DEN)              |
| 1951  | 9e    | 3e        | Limoges  | Clermont-Ferrand            | Raphaël Géminiani (FRA)         |